# Botha (Alberta)
Pour les articles homonymes, voir Botha.
Botha est un village (village) du Comté de Stettler No 6, situé dans la province canadienne d'Alberta.

## Démographie
En tant que localité désignée dans le recensement de 2011, Botha a une population de 175 habitants dans 71 de ses 74 logements, soit une variation de -5.4% avec la population de 2006. Avec une superficie de 1,088 7 km2, village possède une densité de population de 160,742 2 hab/km2 en 2011.
Concernant le recensement de 2006, Botha abritait 185 habitants dans 74 de ses 75 logements. Avec une superficie de 1,088 7 km2, village possédait une densité de population de 169,9 hab/km2 en 2006.
| 2001 | 2006 | 2011 | 2016 |
| ---- | ---- | ---- | ---- |
| 186  | 185  | 175  | 204  |